# Luís Castro (Leichtathlet)
Luís Joel Castro Rivera (* 29. Januar 1991 in Carolina) ist ein puerto-ricanischer Leichtathlet, der sich auf den Hochsprung spezialisiert hat.

## Sportliche Laufbahn
Luís Castro tritt seit 2010 in Wettkämpfen im Hochsprung an. Damals gewann er die Bronzemedaille bei den nationalen U20-Meisterschaften. 2012 konnte er die Silbermedaille bei den U23-Nordamerikameisterschaften gewinnen. Zudem verbesserte er in jenem Jahr seine Bestleistung auf 2,25 m. 2013 nahm er an der Universiade in Kasan teil, bei der es ihm gelang, in das Finale einzuziehen, worin er den elften Platz belegte. Seit jenem Jahr tritt er für das Leichtathletik-Team der Deutschen Sporthochschule Köln an. 2014 trat er bei den Zentralamerika- und Karibikspielen in Mexiko an, bei denen er den zehnten Platz belegte. 2016 übersprang er im Mai im hessischen Sinn die Höhe von 2,29 m und erfüllte damit die Qualifikation für die Olympischen Sommerspiele in Rio de Janeiro. Dabei gelang es ihm im August, in das Finale einzuziehen, in dem er den 13. Platz belegte.
2017 erfüllte Castro mit übersprungenen 2,28 m auch die Qualifikation für die Weltmeisterschaften in London. Im August konnte er allerdings anschließend nicht in London an den Start gehen. 2018 nahm er erneut an Zentralamerika- und Karibikspielen teil, bei denen er diesmal als Vierter die Medaillenränge knapp verpasste. 2019 stellte er im Januar in Köln seine Hallenbestleistung von 2,26 m auf und ist damit seitdem Inhaber des Nationalrekords. Später im Juni siegte er erstmals bei den nationalen Meisterschaften seines Heimatlandes. Anfang August belegte er den achten Platz im Finale der Panamerikanischen Spiele in Lima. Zwei Monate später nahm er in Doha zum zweiten Mal an den Weltmeisterschaften teil, wobei ihm erneut der Finaleinzug gelang. Darin übersprang er anschließend allerdings nur 2,19 m und belegte damit den zwölften und somit den letzten Platz. In den folgenden Jahren verpasste er es sich für große internationale Meisterschaften zu qualifizieren. 2022 trat er bei den NACAC-Meisterschaften auf den Bahamas an, bei denen er den achten Platz belegte. 2023 stellte er im Mai in Garbsen mit 2,30 m einen Landesrekord für Puerto Rico auf. Anfang Juli trat er bei den Zentralamerika- und Karibikspielen in El Salvador an und konnte mit einer Höhe von 2,25 m die Goldmedaille gewinnen. Anschließend konnte er im August in Budapest, zum zweiten Mal nach 2019, bei den Leichtathletik-Weltmeisterschaften an den Start gehen. Dort schied er mit übersprungenen 2,22 m nach der Qualifikation aus. Anfang November konnte er bei den Panamerikanischen Spielen in Chile die Silbermedaille gewinnen.

## Wichtige Wettbewerbe
| Jahr                    | Veranstaltung                     | Ort                     | Platz                   | Disziplin               | Weite                   |
| Startet für Puerto Rico | Startet für Puerto Rico           | Startet für Puerto Rico | Startet für Puerto Rico | Startet für Puerto Rico | Startet für Puerto Rico |
| ----------------------- | --------------------------------- | ----------------------- | ----------------------- | ----------------------- | ----------------------- |
| 2012                    | U23-Nordamerikameisterschaften    | Irapuato                | 2.                      | Hochsprung              | 2,21 m                  |
| 2013                    | Universiade                       | Kasan                   | 11.                     | Hochsprung              | 2,15 m                  |
| 2014                    | Zentralamerika- und Karibikspiele | Veracruz                | 10.                     | Hochsprung              | 2,05 m                  |
| 2016                    | Olympische Sommerspiele           | Rio de Janeiro          | 13.                     | Hochsprung              | 2,25 m                  |
| 2018                    | Zentralamerika- und Karibikspiele | Barranquilla            | 4.                      | Hochsprung              | 2,28 m                  |
| 2019                    | Panamerikanische Spiele           | Lima                    | 8.                      | Hochsprung              | 2,18 m                  |
| 2019                    | Weltmeisterschaften               | Doha                    | 12.                     | Hochsprung              | 2,19 m                  |
| 2022                    | NACAC-Meisterschaften             | Nassau                  | 8.                      | Hochsprung              | 2,16 m                  |
| 2023                    | Zentralamerika- und Karibikspiele | San Salvador            | 1.                      | Hochsprung              | 2,25 m                  |
| 2023                    | Weltmeisterschaften               | Budapest                | 25.                     | Hochsprung              | 2,22 m                  |
| 2023                    | Panamerikanische Spiele           | Santiago de Chile       | 2.                      | Hochsprung              | 2,24 m                  |

## Persönliche Bestleistungen
Freiluft
- Hochsprung: 2,30 m, 21. Mai 2023, Garbsen, (puerto-ricanischer Rekord)

Halle
- Hochsprung: 2,26 m, 23. Januar 2019, Köln, (puerto-ricanischer Rekord)